# Superliga (pallavolo maschile, Montenegro)
La Superliga è la massima serie del campionato montenegrino di pallavolo maschile: al torneo partecipano sette squadre di club montenegrine e la squadra vincitrice si fregia del titolo di campione di Montenegro.

## Albo d'oro
| Dal 2006 al 2022 la competizione è denominata Prva liga |                        |                        |                        |
| 2006-07 Dettagli                                        | Budućnost Podgorica    | Budvanska rivijera     | Jedinstvo Bijelo Polje |
| 2007-08 Dettagli                                        | Budućnost Podgorica    | Budvanska rivijera     | Jedinstvo Bijelo Polje |
| 2008-09 Dettagli                                        | Budvanska rivijera     | Budućnost Podgorica    | Studentski centar      |
| 2009-10 Dettagli                                        | Budvanska rivijera     | Budućnost Podgorica    | Studentski centar      |
| 2010-11 Dettagli                                        | Budvanska rivijera     | Budućnost Podgorica    | Studentski centar      |
| 2011-12 Dettagli                                        | Budvanska rivijera     | Budućnost Podgorica    | Studentski centar      |
| 2012-13 Dettagli                                        | Budvanska rivijera     | Budućnost Podgorica    | Jedinstvo Bijelo Polje |
| 2013-14 Dettagli                                        | Budvanska rivijera     | Budućnost Podgorica    | Jedinstvo Bijelo Polje |
| 2014-15 Dettagli                                        | Budvanska rivijera     | Budućnost Podgorica    | Sutjeska Nikšić        |
| 2015-16 Dettagli                                        | Budvanska rivijera     | Jedinstvo Bijelo Polje | Budućnost Podgorica    |
| 2016-17 Dettagli                                        | Jedinstvo Bijelo Polje | Budvanska rivijera     | -                      |
| 2017-18 Dettagli                                        | Jedinstvo Bijelo Polje | Budućnost Podgorica    | -                      |
| 2018-19 Dettagli                                        | Budva                  | Budućnost Podgorica    | -                      |
| 2019-20 Dettagli                                        | Budva                  | Jedinstvo Bijelo Polje | Budućnost Podgorica    |
| 2020-21 Dettagli                                        | Budva                  | Budućnost Podgorica    | -                      |
| 2021-22 Dettagli                                        | Budva                  | Budućnost Podgorica    | Galeb                  |
| Dal 2022 la competizione è denominata Superliga         |                        |                        |                        |
| 2022-23 Dettagli                                        | Budva                  | Budućnost Podgorica    | Mornar                 |
| 2023-24 Dettagli                                        | Budva                  | Budućnost Podgorica    | Jedinstvo Bijelo Polje |

## Palmarès
| Squadra                | Titolo | Stagione                                                               |
| ---------------------- | ------ | ---------------------------------------------------------------------- |
| Budvanska rivijera     | 8      | 2008-09, 2009-10, 2010-11, 2011-12, 2012-13, 2013-14, 2014-15, 2015-16 |
| Budva                  | 6      | 2018-19, 2019-20, 2020-21, 2021-22, 2022-23, 2023-24                   |
| Budućnost Podgorica    | 2      | 2006-07, 2007-08                                                       |
| Jedinstvo Bijelo Polje | 2      | 2016-17, 2017-18                                                       |